# Acalypha burquezii
Acalypha burquezii là một loài thực vật có hoa trong họ Đại kích. Loài này được V.W.Steinm. & Felger mô tả khoa học đầu tiên năm 1997.